# Hicham El Majhed
Hicham El Majhed, né le 9 avril 1991 à Agadir, est un footballeur marocain. Il est évolue au poste de gardien de but au sein du club de l'Ittihad de Tanger.

## Palmarès

### En club
Ittihad de Tanger
- Championnat du Maroc
  - Vainqueur : 2018

 Équipe du Maroc de football A'
Championnat d'Afrique des nations
Vainqueur en 2020